# Okręg wyborczy województwo nowosądeckie do Senatu Rzeczypospolitej Polskiej
Okręg wyborczy województwo nowosądeckie do Senatu Rzeczypospolitej Polskiej obejmował w latach 1989–2001 obszar województwa nowosądeckiego. Wybierano w nim 2 senatorów, przy czym w latach 1989–1991 obowiązywała zasada większości bezwzględnej, zaś w latach 1991–2001 większości względnej.
Powstał w 1989 wraz z przywróceniem instytucji Senatu. Zniesiony został w 2001, na jego obszarze utworzono nowe okręgi nr 12 i 13.
Siedzibą okręgowej komisji wyborczej był Nowy Sącz.

## Reprezentanci okręgu
| Rok  | Senator komitet wyborczy                                                                                         | Senator komitet wyborczy                                            | Senator komitet wyborczy                                                                                    | Senator komitet wyborczy                                      |
| ---- | --- | ------------------------------------------------------------------- | --- | ------------------------------------------------------------- |
| 1989 | | Zofia Kuratowska                                                    | | Krzysztof Pawłowski Partia Chrześcijańskich Demokratów (1991) |
| 1991 | | Janina Gościej Niezależny Samorządny Związek Zawodowy „Solidarność” | | Krzysztof Pawłowski Partia Chrześcijańskich Demokratów (1991) |
| 1993 | Andrzej Chronowski Niezależny Samorządny Związek Zawodowy „Solidarność” (1993) Akcja Wyborcza Solidarność (1997) |                                                                     | Franciszek Bachleda-Księdzularz Bezpartyjny Blok Wspierania Reform (1993) Akcja Wyborcza Solidarność (1997) |                                                               |
| 1997 | Andrzej Chronowski Niezależny Samorządny Związek Zawodowy „Solidarność” (1993) Akcja Wyborcza Solidarność (1997) |                                                                     | Franciszek Bachleda-Księdzularz Bezpartyjny Blok Wspierania Reform (1993) Akcja Wyborcza Solidarność (1997) |                                                               |
| 2001 | okręg zniesiony, patrz okręgi nr 12 i 13                                                                         | okręg zniesiony, patrz okręgi nr 12 i 13                            | okręg zniesiony, patrz okręgi nr 12 i 13                                                                    | okręg zniesiony, patrz okręgi nr 12 i 13                      |

## Wyniki wyborów
Symbolem „●” oznaczono senatorów ubiegających się o reelekcję.

### Wybory parlamentarne 1989
| Kandydat                                                          | Głosów  | %     |
| ----------------------------------------------------------------- | ------- | ----- |
| Zofia Kuratowska                                                  | 231 512 | 82,47 |
| Krzysztof Pawłowski                                               | 205 390 | 73,16 |
| Barbara Nawrocka-Kańska                                           | 29 674  | 10,57 |
| Antoni Rączka                                                     | 24 552  | 8,75  |
| Stanisław Śmierciak                                               | 13 643  | 4,86  |
| Kazimierz Bandyk                                                  | 8260    | 2,94  |
| Franciszek Rachel                                                 | 7064    | 2,52  |
| Liczba głosów ważnych: 280 727 Źródło: Państwowa Komisja Wyborcza |         |       |

### Wybory parlamentarne 1991
| Kandydat                                              | Kandydat                        | Komitet wyborczy                                     | Głosów  |
| ----------------------------------------------------- | ------------------------------- | ---------------------------------------------------- | ------- |
|                                                       | Krzysztof Pawłowski●            | Partia Chrześcijańskich Demokratów                   | 104 575 |
|                                                       | Janina Gościej                  | Niezależny Samorządny Związek Zawodowy „Solidarność” | 78 755  |
|                                                       | Franciszek Bachleda-Księdzularz | Związek Podhalan                                     | 69 954  |
|                                                       | Jan Duda                        | Porozumienie Ludowe                                  | 35 560  |
|                                                       | Włodzimierz Olszewski           | Konfederacja Polski Niepodległej                     | 33 641  |
|                                                       | Hanna Majewska-Zalewska         | Unia Demokratyczna                                   | 28 678  |
|                                                       | Władysław Frączek               | Polskie Stronnictwo Ludowe Sojusz Programowy         | 25 804  |
|                                                       | Jerzy Rasiński                  | Unia Demokratyczna                                   | 21 516  |
|                                                       | Wiktor Sowa                     | Komitety Obywatelskie                                | 14 788  |
|                                                       | Leszek Korzeniowski             | Sojusz Lewicy Demokratycznej                         | 13 907  |
|                                                       | Grzegorz Cenzartowicz           | Stronnictwo Demokratyczne                            | 11 132  |
| Frekwencja: 52,60% Źródło: Państwowa Komisja Wyborcza |                                 |                                                      |         |

### Wybory parlamentarne 1993
| Kandydat                                              | Kandydat                        | Komitet wyborczy                                     | Głosów |
| ----------------------------------------------------- | ------------------------------- | ---------------------------------------------------- | ------ |
|                                                       | Franciszek Bachleda-Księdzularz | Bezpartyjny Blok Wspierania Reform                   | 53 903 |
|                                                       | Andrzej Chronowski              | Niezależny Samorządny Związek Zawodowy „Solidarność” | 47 354 |
|                                                       | Krzysztof Pawłowski●            | KW Krzysztofa Pawłowskiego                           | 44 922 |
|                                                       | Jerzy Nalepka                   | Polskie Stronnictwo Ludowe                           | 34 716 |
|                                                       | Włodzimierz Olszewski           | Konfederacja Polski Niepodległej                     | 34 208 |
|                                                       | Janina Gościej●                 | Niezależny Samorządny Związek Zawodowy „Solidarność” | 30 046 |
|                                                       | Andrzej Karpiel                 | Unia Demokratyczna                                   | 28 576 |
|                                                       | Marian Wrona                    | Polskie Stronnictwo Ludowe                           | 28 157 |
|                                                       | Władysław Piksa                 | Stronnictwo Ludowo-Chrześcijańskie                   | 27 137 |
|                                                       | Gabriel Derkowski               | Unia Demokratyczna                                   | 23 393 |
|                                                       | Hieronim Dańko                  | Sojusz Lewicy Demokratycznej                         | 21 271 |
|                                                       | Wojciech Gawęda                 | KW „Teraz Gospodarka”                                | 22 190 |
|                                                       | Jerzy Muniak                    | Sojusz Lewicy Demokratycznej                         | 20 073 |
|                                                       | Jan Budnik                      | KW Nowy Senat                                        | 15 011 |
|                                                       | Józef Rams                      | KW Józefa Ramsa                                      | 13 944 |
| Frekwencja: 53,32% Źródło: Państwowa Komisja Wyborcza |                                 |                                                      |        |

### Wybory parlamentarne 1997
| Kandydat                                              | Kandydat                         | Komitet wyborczy                                                                   | Głosów  |
| ----------------------------------------------------- | -------------------------------- | ---------------------------------------------------------------------------------- | ------- |
|                                                       | Franciszek Bachleda-Księdzularz● | Akcja Wyborcza Solidarność                                                         | 178 738 |
|                                                       | Andrzej Chronowski●              | Akcja Wyborcza Solidarność                                                         | 156 533 |
|                                                       | Stanisław Jarmoliński            | Sojusz Lewicy Demokratycznej                                                       | 35 149  |
|                                                       | Józef Bodziony                   | Polskie Stronnictwo Ludowe                                                         | 29 169  |
|                                                       | Zofia Stachoń Bigos              | Ruch Odbudowy Polski                                                               | 28 646  |
|                                                       | Wiktor Sowa                      | Blok dla Polski                                                                    | 22 121  |
|                                                       | Piotr Kruk                       | Unia Pracy                                                                         | 20 917  |
|                                                       | Stanisław Pajor                  | Polskie Stronnictwo Ludowe                                                         | 19 745  |
|                                                       | Józef Jungiewicz                 | KW Józefa Jungiewicza                                                              | 15 749  |
|                                                       | Adolf Hałgas                     | KW kandydata na Senatora Rzeczypospolitej Polskiej Pana Adolfa Hałgasa w Gorlicach | 10 756  |
| Frekwencja: 56,54% Źródło: Państwowa Komisja Wyborcza |                                  |                                                                                    |         |